# Officio Sanctissimo
Officio Sanctissimo è la ventitreesima enciclica di papa Leone XIII, pubblicata il 22 dicembre 1887, scritta all'Episcopato bavarese circa la situazione della Chiesa in Baviera.
Il Papa così scrive nelle prime righe:
(Papa Leone XIII, lettera enciclica Officio Sanctissimo)
Il Papa invita i fedeli a resistere al Kulturkampf  e condanna la Massoneria, definendola coma una "tenebrosa setta".

## Contenuto

### Chiesa in Baviera
Inizia con le parole: "Mosso dal 'sacratissimo dovere' (Officio sanctissimo) dell'Ufficio Apostolico, mi rivolgo ai vescovi della Baviera" e fa riferimento alla sua enciclica Iampridem del 6 gennaio 1886 e alla situazione del cattolicesimo in Prussia.

### Esortazione
In linea di principio, egli ammonisce e incoraggia il clero bavarese a non desistere dal proprio impegno e opere. I vescovi avevano una posizione speciale nel rapporto tra Chiesa e Stato. A sostegno di ciò, aggiunge una lettera del suo predecessore Pio IX in cui lodava la serietà della fede e la difesa della Chiesa bavarese.

### L'ufficio dell'episcopato
I vescovi guidano le Chiese particolari loro assegnate con il consiglio, l'incoraggiamento e l'esempio, ma anche con l'autorità e la sacra potestà. Questa potestà, che essi esercitano personalmente in nome di Cristo, è una potestà propria, ordinaria e diretta, anche se la sua esecuzione è regolata in ultima istanza dalla più alta autorità ecclesiastica e può essere circoscritta con alcuni limiti per quanto riguarda il beneficio della Chiesa o dei fedeli. In virtù di questa potestà, i vescovi hanno il diritto e il dovere di legiferare per i loro fedeli, di emettere sentenze e di regolare tutto ciò che riguarda l'ordine del culto e l'apostolato. Ad essi è affidata la cura pastorale, costante e quotidiana, delle loro diocesi nella misura più ampia possibile. Non devono essere intesi come deputati dei vescovi di Roma, perché hanno un potere proprio e sono in verità chiamati sovrintendenti del popolo che guidano. 
Questa dichiarazione fu ripresa nella Lumen gentium (n. 95).

### Formazione sacerdotale
Per rafforzare i membri più giovani del clero nei loro compiti, è di grande importanza fornire loro una buona formazione. I giovani sacerdoti non devono sentirsi lasciati soli a fronteggiare i "falsi filosofi" e il "male".

### Scuola e Chiesa
Il documento descrive inoltre lo stato dell'istruzione bavarese e chiede di preservare le scuole religiose, rifiutando quelle "miste" e la partecipazione a "lezioni ed eventi della comunità religiosa", mettendo allo stesso tempo in guardia dai falsi maestri e professori. Era dovere primario della Chiesa e del clero mantenere le scuole cattoliche e promuovere l'educazione cristiana.

### Libertà della Chiesa
Il testo riconosce che la Chiesa e i vescovi hanno una libertà d'azione nell'ambito delle loro attività che è per il bene della Chiesa e della società. 
Questa affermazione fu ripresa anche nella Dignitatis humanae (n. 32).